# Göllner Miklós
Göllner Miklós (Besztercebánya, 1902. február 22. – Budapest, 1977. március 17.) Munkácsy-díjas festő (1968).

## Életrajza
A Képzőművészeti Főiskolán 1921–1925 között előbb Glatz Oszkár, majd Csók István növendéke volt. 1925-től szerepelt kiállításokon. Az 1930-as években Tihanyban élt és dolgozott. 1942-től Szentendrén dolgozott. 1944-től a Szentendrei Festők Társaságának is tagja lett. A háború előtt ipariskolában, 1946–1964 között pedig a Képző- és Iparművészeti Gimnáziumban tanított.

### Munkássága
Pályáját a Képzőművészek Új Társaságában (KUT), majd az Új Művészek Egyesületében (UME) kezdte. Ebben az időben főleg a kubizmus és a kép szerkezeti felépítése foglalkoztatta. Egry József festészete volt rá nagy hatással. Képeinek zömét Szentendrén festette. Ezek nagyrészt tájképek, csendéletek. Festészetének jellemzője a könnyed színkezelés, lírai hangulat volt.
Önálló kiállításai voltak 1934-ben Kovács Ákos szalonjában, 1943-ban a Műbarát Szalonban, 1958-ban a Csók Galériában, 1965-ben a Fényes Adolf Teremben, 1967-ben Szentendrén, 1973-ban az Ernst Múzeumban. Alkotásai között jelentős helyet foglalnak el rajzai és sgraffitói. Monumentális mozaikterveket is készített Jánossy Ferenccel a budapesti Úttörővasút végállomásán. Számos műve megtalálható a Magyar Nemzeti Galériában is.

## Díjai
- Munkácsy Mihály-díj (1968)
- Munka Érdemrend arany fokozata